# Solna
Solna je grad i prigradska općina Stockholma.

## Zemljopis
Solna se nalazi sjeverno od Stockholma i istočno od Sundbyberga.

## Stanovništvo
Prema podacima o broju stanovnika iz 2010. godine u gradu živi 67.115 stanovnika.

## Vanjske poveznice
- Internet stranica grada

### Ostali projekti
|  | Zajednički poslužitelj ima još gradiva o temi Solna |